# Antonette Sterrenburg
Teuntje Maria Johanna (Antonette) Sterrenburg (Woudrichem, 21 september 1975) is een Nederlandse kapster, styliste en visagiste.

## Loopbaan
Sterrenburg volgde de kappersopleiding in 's-Hertogenbosch tot all-round stylist en daarna de make-upschool Mieke Petiet te Amsterdam. Zij verwierf in 2000 landelijke bekendheid door het winnen van het televisieprogramma "De Bus", waarin zij vier maanden met twaalf anderen in een bus bivakkeerde.
Zij was werkzaam in een kapsalon maar opende met behulp van de gewonnen miljoen gulden een eigen "knipcafé", wat echter geen lang leven beschoren was. Hierna ging zij wederom werken voor een kapsalon in Wormer. In 2005 won Sterrenburg de landelijke knipkampioenschappen de "Wella Trend Vison Award".
Als visagist werkt zij voor diverse bladen. Zij verzorgt de visagie voor vele bekende Nederlanders. Ook werkt ze als visagist voor televisie, film en reclame. Zij is moeder van drie kinderen.